# Giancarlo Gabbianelli
Giancarlo Gabbianelli (Frascati, 7 febbraio 1949) è un politico italiano, sindaco di Viterbo dal 13 giugno 1999 al 26 febbraio 2008.

## Biografia
Nato nel 1949, già funzionario del Ministero di Grazia e Giustizia, coniugato con una insegnante, ha una figlia laureata in Conservazione dei Beni Culturali.
Consigliere comunale di Montepulciano dal 1975 al 1979, consigliere comunale di Viterbo dal 1980 al 1995, Segretario Provinciale del MSI - DN dal 1977 al 1988, Dirigente Nazionale dal 1977 al 1993.
È stato Dirigente Nazionale degli Enti Locali e poi del Settore "Problemi dello Stato".
Eletto, nella lista di Alleanza Nazionale, al Consiglio Provinciale di Viterbo nel 1997, con la percentuale del 54%.
Dal 1997 Assessore all'Ambiente della Provincia di Viterbo dove ha condotto importanti battaglie a difesa dell'ambiente, soprattutto in campo energetico e nel settore dei rifiuti.
Eletto Sindaco di Viterbo, con larga maggioranza, il 13 giugno 1999.
Il 25 settembre 2002 è stato eletto Presidente del Comitato di Settore del comparto Regioni, Province, Comuni e Autonomie Locali. Detto Comitato di Settore emana le direttive per la sottoscrizione del contratto di lavoro dei circa 700.000 dipendenti di Comuni, Provincie, Regioni, Camere di Commercio e Ipab, carica che ha volontariamente lasciato nel 2007.
Già componente dell'ufficio di Presidenza dell'A.N.C.I.
Fa parte dell'assemblea Nazionale e della Direzione Nazionale di Alleanza Nazionale. Già componente della Conferenza Stato - Autonomie Locali, che esamina con il Governo nazionale le leggi, prima che arrivino all'esame del Parlamento.
Il 13 giugno 2004 è stato riconfermato Sindaco con il 57% delle preferenze.
Il 15 novembre 2004 è stato nominato membro titolare del Comitato delle Regioni.
Il 4 e 5 ottobre 2005 ha rappresentato, in qualità di Presidente, il Comitato delle Regioni al convegno "Passato e futuro delle città: dar vita ad un'archeologia urbana", svoltasi a Bruxelles, organizzato dall'ICOMOS -Consiglio internazionale per i monumenti ed i siti-, nonché dai suoi partner del progetto APPEAR e patrocinata dal Comitato delle Regioni, dalla Commissione Europea, dal Parlamento Europeo, dall'Organizzazione delle Nazioni Unite per l'educazione, la scienza e la cultura (UNESCO), dal Consiglio internazionale dei musei, dal Consiglio d'Europa, dall'Organizzazione mondiale del turismo, dal Consiglio dei comuni e delle regioni d'Europa, dall'Associazione europea degli archeologi e dall'Associazione europea delle città e delle regioni storiche.
Nel 2006 è stato riconfermato coordinatore dei Sindaci Italiani presso il CDR e, essendo entrato nel gruppo della Unione Europea delle Nazioni Alleanza Europea (UEN EA) è stato chiamato a far parte dell'Ufficio di Presidenza del Comitato delle regioni in qualità di rappresentante ad personam del Presidente del gruppo.
Dal 2007 è membro del Gruppo di Contatto tra il Comitato delle Regioni (CdR) e il Congresso dei Poteri Locali e Regionali del Consiglio d'Europa (CLRAE).
In occasione delle celebrazioni a Roma del 50º anniversario del Trattato di Roma, è stato uno dei sei firmatari della dichiarazione del Comitato delle Regioni al termine della sessione plenaria avvenuta, per la prima volta, fuori dalla sede istituzionale di Bruxelles.
Nel corso dello stesso anno è stato nominato relatore, per la commissione CONST-Affari Costituzionali e Governance- del Comitato delle Regioni, del parere sul "Libro Verde sul sistema comune europeo di asilo e rifugiati".
Nominato Commendatore della Repubblica per meriti amministrativi dal Presidente Napolitano con decreto in data 2-6-2007.
Il 16 febbraio 2008 presenta al Consiglio Comunale le dimissioni da Sindaco che diventano efficaci il 26 febbraio, portando così il comune al commissariamento e ad elezioni anticipate.
Alle elezioni amministrative 2008 è risultato primo fra tutti i consiglieri eletti con 812 preferenze e nel maggio dello stesso anno è eletto Presidente del Consiglio Comunale dove rimane in carica fino al 2013.